# Muğla
Muğla là một thành phố tự trị (büyük şehir) đồng thời cũng là một tỉnh (il) thuộc Thổ Nhĩ Kỳ. Thành phố nằm ở góc tây nam của Thổ Nhĩ Kỳ, bên bờ Biển Aegea. Các đô thị nghỉ mát lớn nhất Thổ Nhĩ Kỳ như Bodrum, Oludeniz, Marmaris và Fethiye nằm ở bên bờ biển ở Muğla.
Với chiều dài bờ biển 1.100 km, Muğla có bờ biển dài nhất trong các tỉnh của Thổ Nhĩ Kỳ. Thành phố cũng có hai hồ lớn, hồ Bafa ở huyện Milas và hồ Köyceğiz. Kinh tế của Muğla chủ yếu dựa vào ngành du lịch, nông nghiệp và lâm nghiệp.
Thành phố có 2 sân bay ở Dalaman và Milas-Bodrum, với các tuyến bay nội địa và quốc tế.

## Hành chính
Trước năm 2012, trung tâm tỉnh Muğla trước đây là thành phố tỉnh lỵ (merkez ilçesi) Muğla, nằm sâu 20 km trong nội địa. Năm 2012, Thổ Nhĩ Kỳ thông qua luật công nhận các tỉnh có dân số trên 750.000 người là những thành phố tự trị (büyükşehir belediyeleri). Theo đó, thành phố tỉnh lỵ Muğla cũ được giải thể để thành lập các huyện mới là Menteşe và Seydikemer. Hiện tại, thành phố được chia thành 13 huyện hành chính:
- Bodrum
- Dalaman
- Datça
- Fethiye
- Kavaklıdere
- Köyceğiz
- Marmaris
- Menteşe
- Milas
- Ortaca
- Seydikemer
- Ula
- Yatağan

## Khí hậu
| Dữ liệu khí hậu của Muğla                      | Dữ liệu khí hậu của Muğla | Dữ liệu khí hậu của Muğla | Dữ liệu khí hậu của Muğla | Dữ liệu khí hậu của Muğla | Dữ liệu khí hậu của Muğla | Dữ liệu khí hậu của Muğla | Dữ liệu khí hậu của Muğla | Dữ liệu khí hậu của Muğla | Dữ liệu khí hậu của Muğla | Dữ liệu khí hậu của Muğla | Dữ liệu khí hậu của Muğla | Dữ liệu khí hậu của Muğla | Dữ liệu khí hậu của Muğla |
| Tháng                                          | 1                         | 2                         | 3                         | 4                         | 5                         | 6                         | 7                         | 8                         | 9                         | 10                        | 11                        | 12                        | Năm                       |
| ---------------------------------------------- | ------------------------- | ------------------------- | ------------------------- | ------------------------- | ------------------------- | ------------------------- | ------------------------- | ------------------------- | ------------------------- | ------------------------- | ------------------------- | ------------------------- | ------------------------- |
| Cao kỉ lục °C (°F)                             | 20.9 (69.6)               | 25.5 (77.9)               | 28.8 (83.8)               | 31.2 (88.2)               | 39.4 (102.9)              | 40.8 (105.4)              | 42.1 (107.8)              | 41.2 (106.2)              | 39.2 (102.6)              | 36.8 (98.2)               | 29.0 (84.2)               | 23.8 (74.8)               | 42.1 (107.8)              |
| Trung bình ngày tối đa °C (°F)                 | 10.4 (50.7)               | 11.6 (52.9)               | 15.1 (59.2)               | 19.4 (66.9)               | 25.1 (77.2)               | 30.6 (87.1)               | 34.5 (94.1)               | 34.6 (94.3)               | 30.0 (86.0)               | 23.8 (74.8)               | 17.2 (63.0)               | 11.8 (53.2)               | 22.0 (71.6)               |
| Trung bình ngày °C (°F)                        | 5.4 (41.7)                | 6.2 (43.2)                | 9.0 (48.2)                | 12.8 (55.0)               | 18.0 (64.4)               | 23.4 (74.1)               | 27.0 (80.6)               | 27.0 (80.6)               | 22.2 (72.0)               | 16.5 (61.7)               | 10.6 (51.1)               | 6.7 (44.1)                | 15.4 (59.7)               |
| Tối thiểu trung bình ngày °C (°F)              | 1.6 (34.9)                | 2.1 (35.8)                | 3.9 (39.0)                | 7.1 (44.8)                | 11.6 (52.9)               | 16.7 (62.1)               | 20.4 (68.7)               | 20.5 (68.9)               | 15.6 (60.1)               | 10.6 (51.1)               | 5.7 (42.3)                | 3.0 (37.4)                | 9.9 (49.8)                |
| Thấp kỉ lục °C (°F)                            | −12.6 (9.3)               | −9.9 (14.2)               | −8.5 (16.7)               | −3.6 (25.5)               | 1.0 (33.8)                | 6.7 (44.1)                | 10.5 (50.9)               | 9.0 (48.2)                | 5.6 (42.1)                | 0.1 (32.2)                | −7.0 (19.4)               | −9.0 (15.8)               | −12.6 (9.3)               |
| Lượng Giáng thủy trung bình mm (inches)        | 219.6 (8.65)              | 169.5 (6.67)              | 119.6 (4.71)              | 74.4 (2.93)               | 56.9 (2.24)               | 27.7 (1.09)               | 15.1 (0.59)               | 14.9 (0.59)               | 25.9 (1.02)               | 72.8 (2.87)               | 139.2 (5.48)              | 229.6 (9.04)              | 1.165,2 (45.87)           |
| Số ngày giáng thủy trung bình                  | 13.43                     | 12.97                     | 11.13                     | 10.53                     | 8.70                      | 4.43                      | 2.50                      | 2.23                      | 3.40                      | 6.77                      | 9.37                      | 13.83                     | 99.3                      |
| Độ ẩm tương đối trung bình (%)                 | 76                        | 76                        | 72                        | 67                        | 61                        | 52                        | 45                        | 47                        | 50                        | 62                        | 73                        | 80                        | 63                        |
| Số giờ nắng trung bình tháng                   | 93.0                      | 101.7                     | 161.2                     | 201.0                     | 241.8                     | 276.0                     | 310.0                     | 303.8                     | 252.0                     | 182.9                     | 108.0                     | 77.5                      | 2.308,9                   |
| Số giờ nắng trung bình ngày                    | 3.0                       | 3.6                       | 5.2                       | 6.7                       | 7.8                       | 9.2                       | 10.0                      | 9.8                       | 8.4                       | 5.9                       | 3.6                       | 2.5                       | 6.3                       |
| Nguồn 1: Cơ quan Khí tượng Nhà nước Thổ Nhĩ Kỳ |                           |                           |                           |                           |                           |                           |                           |                           |                           |                           |                           |                           |                           |
| Nguồn 2: Weatherbase                           |                           |                           |                           |                           |                           |                           |                           |                           |                           |                           |                           |                           |                           |